# Olyras centralamericana
Olyras centralamericana är en fjärilsart som beskrevs av Richard Haensch 1909. Olyras centralamericana ingår i släktet Olyras och familjen praktfjärilar. Inga underarter finns listade i Catalogue of Life.